# Montaria
Montaria es una freguesia portuguesa del concelho de Viana do Castelo, con 26,09 km² de superficie y 665 habitantes (2001). Su densidad de población es de 25,5 hab/km².